# Viktoria Como
Viktoria Como (* 16. Januar 1981 in Hanau; geborene Viktoria Grebe) ist eine deutsche Handballspielerin und -trainerin.

## Leben
Die 1,78 m große Rückraumspielerin begann ihre Handballkarriere beim TSV Klein-Auheim, wo sie von Trainern wie der ehemaligen Nationalspielerin Hannelore Koch und der ehemaligen Bundesligistin Petra Bröckling das Handballspielen erlernte. Como spielte im Alter von 13 Jahren in der Deutschen Jugendnationalmannschaft. Von 1999 bis 2006 stand sie bei der TSG Ober-Eschbach unter Vertrag. Von 2006 bis 2008 spielte sie für die HSG Sulzbach/Leidersbach und erreichte 2007 mit den Unterfranken den Aufstieg in die Erste Bundesliga. Zum Saisonauftakt 2008/2009 wechselte Viktoria Como als Spielertrainerin zum Regionalligisten TV 1844 Idstein, für den sie bis 2010 tätig war. Nachdem Como mehrere Jahre pausierte, schloss sie sich im März 2013 der HSG Mörfelden-Walldorf an.